# Kyla Ross
Kyla Briana Ross (* 24. Oktober 1996 in Honolulu, Hawaii) ist eine ehemalige US-amerikanische Kunstturnerin und Olympiasiegerin. Ihr Vater ist afroamerikanischen und japanischen Ursprungs, ihre Mutter ist philippinischer und puerto-ricanischer Herkunft.

## Karriere
Ross wurde 2012 mit der US-Mannschaft Olympiasiegerin. Sie nahm auch an den Weltmeisterschaften 2013 und 2014 teil, wo sie mehrere Medaillen gewann. An den Weltmeisterschaften in Glasgow 2015 nahm sie nicht teil. Am 22. Februar 2016 gab sie ihren Rücktritt vom Spitzensport bekannt. Von Herbst 2016 bis 2021 studierte sie an der UCLA.

## Sexueller Missbrauch im US-Turn-Team
2018 gaben Ross und Madison Kocian bekannt, dass sie wie mehr als 250 andere junge Athletinnen vom Teamarzt des amerikanischen Turnteams, Larry Nassar, missbraucht worden waren.